# Сеитов, Третьяк Фёдорович
Третьяк Фёдорович Сеитов (ум. 1608) – русский воевода из татарского княжеского рода Сеитовых, деятель Смутного времени.

## Биография
В 1607 году выбил сторонников Лжедмитрия II из Белёва, Лихвина и Болхова, который затем стал опорным пунктом царского войска. В мае следующего года после проигранной царским войском Болховской битвы воеводы Болхова Третьяк Сеитов и Григорий Валуев с тремя тысячами ратников около трёх дней защищали Болхов от войска Лжедмитрия II, однако ввиду захваченной последним тяжёлой артиллерии сдались ему. Присягнув самозванцу, Сеитов примкнул к его войску, однако вскоре во время переправы через Оку увёл своих воинов к царю Василию Шуйскому и помог ему успокоить волнения москвичей.
Назначенный воеводой Владимира Сеитов собрал и возглавил отряд детей боярских и ополченцев из Владимира, Мурома, Ярославля и Ростова, насчитывавший около 2000 человек. В битве под Ростовом 15 (25) октября 1608 года этот отряд был побеждён отрядом интервентов, после чего последние ворвались в Ростов. В уличных боях Сеитов был взят в плен и вместе с митрополитом Филаретом в простом рубище был брошен в телегу и отправлен к самозванцу в Тушинский лагерь, где был, по-видимому, казнён.
Один из протагонистов пьесы Александра Островского «Тушино», написанной в 1866 году.

## Семья
- Сын Иван Третьякович Сеитов — воевода в Старице, Ряжске и других городах
- Сын Дмитрий Третьякович Сеитов — воевода в Осколе, толмач с татарского и арабского языков